# Forcipomyia genualis
Forcipomyia genualis är en tvåvingeart som först beskrevs av Friedrich Hermann Loew 1866.  Forcipomyia genualis ingår i släktet Forcipomyia och familjen svidknott. Inga underarter finns listade i Catalogue of Life.